# チーム・アグリ
チーム・アグリ（Team Aguri）は、フォーミュラE選手権に参戦していたレーシングチーム。

## 概要
2006年より2008年途中までF1に参戦していた鈴木亜久里率いるスーパーアグリが2013年にフォーミュラEに参戦することを発表。2014-15シーズンおよび2015-16シーズンの2年間活動した。

## 2014-15シーズン
2014 - 15シーズンは、イギリスの保険会社アムリンをメインスポンサーに迎えたことからチーム名を「スーパーアグリ・フォーミュラEチーム」から「アムリン・アグリフォーミュラEチーム」に改名した。
ドライバーはアントニオ・フェリックス・ダ・コスタおよびキャサリン・レッグ、首脳陣としては鈴木のほか、マーク・プレストンやピーター・マックールといった元スーパーアグリの幹部だったメンバーが集まっている。その他リザーブ・ドライバーとしてファビオ・ライマーを起用している。
9月13日に北京で行われた開幕戦は、DTMのスケジュールとバッティングするダ・コスタに変わり元スーパーアグリF1のエースドライバーだった佐藤琢磨が参戦。その佐藤がファステストラップを記録し、ファステストラップポイント2点を獲得。なお佐藤のフォーミュラE参戦は、自身のスケジュールの都合上、開幕戦のみとなっている。
第2戦マレーシアePrixは、最終ラップまで波乱のレースの末、ダ・コスタが8位初入賞。
第4戦アルゼンチンePrixにおいて、終盤の追い上げと上位マシンのクラッシュやペナルティがうまく噛み合い、ダ・コスタが自身及びチーム初優勝を記録した。チーム代表の亜久里は、予選までは視聴していたが、決勝前にソファで眠りこけてしまい、優勝の瞬間を見逃した。

## 2015-16シーズン
2015 - 16シーズンは、メインスポンサーだったアムリンがアンドレッティ・オートスポーツに鞍替えしたため、チーム名を「チーム・アグリ」に戻した。フォーミュラEでは同シーズンよりパワートレインの独自開発が認められるが、同チームは前年型のスパーク・ルノー・SRT 01Eを継続使用する。
ドライバーはダ・コスタが残留、パートナーとして新たにナタナエル・ベルトンを起用したが、そのベルトンが2016年1月にチームを離脱。第4戦より前年に所属していたデュランが復帰した。ただそのデュランもわずか3戦で離脱し、第7戦からは前年まで世界ツーリングカー選手権（WTCC）のシトロエンチームに在籍していたマ・キンファが起用される。
2016年3月、メインスポンサーとしてガルフとの契約を発表した。一方で同年4月には、チーム創設者の鈴木亜久里が「今後数ヶ月以内にチームを離れる」とアナウンスされた。それに伴いチーム国籍もイギリスに変更される。
2016年6月29日、フォーミュラEへの参戦ライセンスを投資家グループに売却し、同シーズンを持って撤退することを明らかにした。この時点では売却先は明らかではなかったが、同年7月に「Techeetah」という新チーム名と共に、中国のチャイナ・メディア・キャピタル（CMC）がオーナーとなることが明らかにされた。ただチーム体制は旧チーム・アグリ時代をほぼ引き継ぎ、マーク・プレストンら首脳陣も多くが残留する。

## 成績
| 2014–15 | スパーク・ルノー・SRT 01E | M |    |                                      | BEI | PUT | PDE | BUE | MIA | LBH | MON  | BER | MSC | LON  | LON |    |    |
| 2014–15 | スパーク・ルノー・SRT 01E | M | 55 | 佐藤琢磨                             | Ret |     |     |     |     |     |      |     |     |      |     | 2  | 24 |
| 2014–15 | スパーク・ルノー・SRT 01E | M | 55 | アントニオ・フェリックス・ダ・コスタ |     | 8   | Ret | 1   | 6   | 7   | 9    | 11  | 7   |      |     | 51 | 8  |
| 2014–15 | スパーク・ルノー・SRT 01E | M | 55 | 山本左近                             |     |     |     |     |     |     |      |     |     | Ret* | Ret | 0  | 35 |
| 2014–15 | スパーク・ルノー・SRT 01E | M | 77 | キャサリン・レッグ                   | 15* | 16* |     |     |     |     |      |     |     |      |     | 0  | 34 |
| 2014–15 | スパーク・ルノー・SRT 01E | M | 77 | サルバドール・デュラン               |     |     | 16* | EX  | 10* | Ret | Ret* | 16  | 6   | 17   | 8   | 13 | 21 |
| 2015–16 | スパーク・ルノー・SRT 01E | M |    |                                      | BEI | PUT | PDE | BUE | MEX | LBH | PAR  | BER | LON | LON  |     |    |    |
| 2015–16 | スパーク・ルノー・SRT 01E | M | 55 | アントニオ・フェリックス・ダ・コスタ | Ret | 6   | 6   | Ret | Ret | Ret | 8    |     | 6   | 11   |     | 28 | 13 |
| 2015–16 | スパーク・ルノー・SRT 01E | M | 55 | レネ・ラスト                         |     |     |     |     |     |     |      | NC  |     |      |     | 0  | 23 |
| 2015–16 | スパーク・ルノー・SRT 01E | M | 77 | ナタナエル・ベルトン                 | 8   | 15  | 14  |     |     |     |      |     |     |      |     | 4  | 17 |
| 2015–16 | スパーク・ルノー・SRT 01E | M | 77 | サルバドール・デュラン               |     |     |     | Ret | 15  | 14  |      |     |     |      |     | 0  | 22 |
| 2015–16 | スパーク・ルノー・SRT 01E | M | 77 | 馬青驊                               |     |     |     |     |     |     | Ret  | 14  | 11  | 12   |     | 0  | 19 |